# فيليبي دوس سانتوس
فيليبي دوس سانتوس هو لاعب كرة قدم برتغالي، ولد في 1896 في سيتوبال في البرتغال، وتوفي في 28 يناير 1941. شارك مع منتخب البرتغال لكرة القدم. أما مع النوادي، فقد لعب مع سبورتينغ لشبونة ونادي فيتوريا سيتوبال.

## وصلات خارجية
- فيليبي دوس سانتوس على موقع عالم كرة القدم.نت (الإنجليزية)